# 威廉·鲍姆号潜艇
U-2540号又名威廉·鲍姆号是一条XXI级潜艇，原属于纳粹德国海军，在二战行将结束之时完工，没有执行一次出海就被自沉，1957年从弗伦斯堡弗斯湾捞起，1960年又加入联邦德国海军，最终于1980年再次退役，现在被改成了德国海事博物馆，是唯一浮在水上保存的U艇。